# Abdoul Tapsoba
Abdoul Tapsoba (Bobo-Dioulasso, 23 de agosto de 2001) es un futbolista burkinés. Juega de delantero y su equipo es el Radomiak Radom de la Ekstraklasa. Es internacional absoluto por la selección de Burkina Faso desde 2021.

## Trayectoria
Tapsoba comenzó su carrera con el ASEC Mimosas de la Primera División de Costa de Marfil en 2018.
En septiembre de 2019 fue enviado a préstamo al Standard de Lieja de la Primera División de Bélgica, club por el que fichó al término de la temporada.
El 3 de febrero de 2023 fue cedido al F. C. Sheriff Tiraspol. Allí completó la temporada y en julio, de cara a la siguiente, acumuló un nuevo préstamo en el Amiens S. C. Tras su vuelta de Francia abandonó definitivamente el equipo belga y en septiembre de 2024 fichó por el Adanaspor, donde estuvo media campaña antes de recalar en el Radomiak Radom.

## Selección nacional
Debutó con la selección de Burkina Faso el 29 de marzo de 2021 ante Sudán del Sur por la clasificación para la Copa Africana de Naciones de 2021. Formó parte del plantel que logró el cuarto lugar en la fase final del torneo.

### Participaciones en Copa Africana
| Copa                           | Sede            | Resultado        |
| ------------------------------ | --------------- | ---------------- |
| Copa Africana de Naciones 2021 | Camerún         | Cuarto lugar     |
| Copa Africana de Naciones 2023 | Costa de Marfil | Octavos de final |

## Estadísticas
Actualizado al último partido disputado el 24 de mayo de 2025.
| Club | Div.          | Temporada     | Liga  | Liga  | Copas nacionales(1) | Copas nacionales(1) | Copas internacionales(2) | Copas internacionales(2) | Total | Total |
| Club | Div.          | Temporada     | Part. | Goles | Part.               | Goles               | Part.                    | Goles                    | Part. | Goles |
| --- | ------------- | ------------- | ----- | ----- | ------------------- | ------------------- | ------------------------ | ------------------------ | ----- | ----- |
| Standard de Lieja · Bélgica | 1.ª           | 2020-21       | 23    | 0     | 3                   | 0                   | 3                        | 2                        | 29    | 2     |
| Standard de Lieja · Bélgica | 1.ª           | 2021-22       | 15    | 2     | 2                   | 0                   | –                        | –                        | 17    | 2     |
| Standard de Lieja · Bélgica | 1.ª           | 2022-23       | 3     | 1     | 0                   | 0                   | –                        | –                        | 3     | 1     |
| Standard de Lieja · Bélgica | Total club    | Total club    | 41    | 3     | 5                   | 0                   | 3                        | 2                        | 49    | 5     |
| SL16 F. C. · Bélgica | 2.ª           | 2022-23       | 9     | 2     | –                   | –                   | –                        | –                        | 9     | 2     |
| SL16 F. C. · Bélgica | Total club    | Total club    | 9     | 2     | 0                   | 0                   | 0                        | 0                        | 9     | 2     |
| F. C. Sheriff Tiraspol Moldavia | 1.ª           | 2022-23       | 9     | 2     | 3                   | 2                   | 4                        | 1                        | 16    | 5     |
| F. C. Sheriff Tiraspol Moldavia | Total club    | Total club    | 9     | 2     | 3                   | 2                   | 4                        | 1                        | 16    | 5     |
| Amiens S. C. Francia | 2.ª           | 2023-24       | 15    | 0     | 1                   | 0                   | –                        | –                        | 16    | 0     |
| Amiens S. C. Francia | Total club    | Total club    | 15    | 0     | 1                   | 0                   | 0                        | 0                        | 16    | 0     |
| Adanaspor Turquía | 2.ª           | 2024-25       | 9     | 0     | 1                   | 1                   | –                        | –                        | 10    | 1     |
| Adanaspor Turquía | Total club    | Total club    | 9     | 0     | 1                   | 1                   | 0                        | 0                        | 10    | 1     |
| Radomiak Radom · Polonia | 1.ª           | 2024-25       | 14    | 1     | –                   | –                   | –                        | –                        | 14    | 1     |
| Radomiak Radom · Polonia | Total club    | Total club    | 14    | 1     | 0                   | 0                   | 0                        | 0                        | 14    | 1     |
| Total carrera | Total carrera | Total carrera | 97    | 8     | 10                  | 3                   | 7                        | 3                        | 114   | 14    |
| (1) Incluye datos de la Copa de Bélgica, Copa de Moldavia, Copa de Francia y Copa de Grecia. (2) Incluye datos de la Liga Europa de la UEFA y Liga Europa Conferencia de la UEFA. |               |               |       |       |                     |                     |                          |                          |       |       |

## Palmarés

### Títulos nacionales
| Título                | Club                   | País     | Año  |
| --------------------- | ---------------------- | -------- | ---- |
| Superliga de Moldavia | F. C. Sheriff Tiraspol | Moldavia | 2023 |
| Copa de Moldavia      | F. C. Sheriff Tiraspol | Moldavia | 2023 |